# 怡保围棋棋院
怡保围棋棋院是马来西亚霹雳州第一间围棋棋院，成立于2011年（当年名为力兴围棋棋院），而在2013年易名为怡保围棋棋院。
成立此棋院的目的是为了鼓励更多的马来西亚人民接触围棋这门深奥的棋艺。

## 赛事与活动
- 2011年 
  - 第一届力兴棋院围棋比赛
  - 霹雳州贞德隆同汉华小围棋讲座
- 2012年
  - 培南独中围棋讲座
  - 第二届力兴棋院围棋比赛
- 2013年
  - 第一届怡保围棋棋院比赛
  - 金宝拉曼大学学院课外活动（2013年至今）
- 2014年  
  - 金宝拉曼大学围棋一日营 [1]
  - 第一届霹雳州围棋邀请赛 [2] [3]
- 2015年
  - 第二届霹雳州围棋邀请赛
  - 全霹雳州中学教师中华文化营 [4]
  - 南霹雳华小老师培训课程 [5] [6]
  - 中霹雳华小老师培训课程 [5] [7]

- - 北霹雳华小老师培训课程 [5]
  - 霹雳州太平后廊华小围棋讲座
  - 霹雳州培南华小围棋讲座
  - 三民国中围棋讲座
  - 第一届亚洲围棋锦标赛-富达杯[8] [9] [10]
- 2016年
  - 第三届霹雳州围棋公开赛 [11]
  - 霹雳州小学围棋校际赛

## 外部連結
- 琴「棋」书画――围棋艺术
- 第一届霹雳州围棋邀请赛 （页面存档备份，存于）
- 亚洲围棋锦标赛．160高手怡保争杯 （页面存档备份，存于）（新洲网）;媒体报导
- 第一屆亞洲圍棋錦標賽富達杯 2015 Fulda Cup
- 第三届霹雳州围棋公开赛
- 马来西亚国际业余围棋锦标赛
- 马来西亚华人：霹雳州华人小学推广围棋 （页面存档备份，存于）（东网）;媒体报导
- 中国盲人棋手出战亚锦赛 表演赛战胜新马泰联队（中国残疾人）;媒体报导